# 大友親時
大友 親時（おおとも ちかとき）は、鎌倉時代中期から後期にかけての武将・御家人。大友氏の4代当主。
元寇の際は一族と共に出陣し、活躍したと思われる。隠居した父から家督を譲られたが、父に先立って永仁3年（1295年）に死去し、後を弟（または子）の貞親が継いだ。
他の子、秀直や師親はそれぞれ入田氏や野津氏を興し、娘は島津貞久に嫁ぎ、師久、氏久を産んでいる。